# Lunch (album)
Lunch è il quarto album degli Audience, pubblicato dalla Charisma Records nel febbraio del 1972. Il disco fu registrato nel novembre 1971 e nel gennaio 1972 al Trident Studios di Londra, Inghilterra.

## Tracce
Lato A
1. Stand by the Door – 3:56 (Howard Werth)
2. Seven Sore Bruises – 2:37 (Howard Werth, Trevor Williams)
3. Hula Girl – 2:40 (Howard Werth, Keith Gemmell)
4. Ain't the Man You Need – 3:20 (Howard Werth)
5. In Accord – 4:55 (Keith Gemmell, Tony Connor, Trevor Williams)

Lato B
1. Barracuda Dan – 2:15 (Howard Werth, Trevor Williams)
2. Thunder and Lightnin' – 3:37 (Howard Werth)
3. Party Games – 3:20 (Howard Werth, Trevor Williams)
4. Trombone Gulch – 2:43 (Howard Werth, Trevor Williams)
5. Buy Me an Island – 5:10 (Howard Werth)

## Musicisti
- Howard Werth - voce, chitarra
- Keith Gemmell - sassofono tenore, clarinetto, flauto
- Bobby Keys - sassofono tenore (brani: A2, A4, B1 e B4)
- Jim Price - tromba, trombone, arrangiamenti strumenti a fiato (brani: A2, A4, B1 e B4)
- Nick Judd - pianoforte
- Trevor Williams - basso, accordion, voce
- Tony Connor - batteria, marimba